# Iulia Hasdeu
Iulia Haşdeu (pseud. Camille Armand, ur. 14 listopada 1869 w Bukareszcie, zm. 29 września 1888 tamże) – rumuńska poetka, pisarka i dramaturg.

## Życiorys
Była córką pisarza Bogdana Haşdeu i Julii z d. Fallici. W wieku dwóch lat nauczyła się języka francuskiego, a w wieku 11 lat ukończyła prestiżową szkołę Sfântul Sava, ucząc się równolegle śpiewu i gry na pianinie w Konserwatorium w Bukareszcie. W 1881 zdała w Paryżu maturę, a w wieku 16 lat rozpoczęła studia na Wydziale Literacko-Filozoficznym paryskiej Sorbony, jako pierwsza Rumunka. Przygotowywała pracę doktorską poświęconą filozofii ludu rumuńskiego. W 1887 zachorowała na gruźlicę, co zmusiło ją do przerwania studiów. Mieszkała przez pewien czas w Curtea de Argeș, skąd rodzice zabrali ją na leczenie do Montreux. Jej stan zdrowia mimo leczenia uległ pogorszeniu. W początkach 1888 powróciła do Bukaresztu, gdzie w marcu napisała krótki utwór Moartea (Śmierć), opisujący jej uczucia w obliczu nadchodzącego kresu życia. Zmarła we wrześniu 1888 roku w Bukareszcie. Spoczywa na cmentarzu Bellu, gdzie w latach 1888–1891 wzniesiono okazały grobowiec.

## Twórczość
W wieku 6 lat miała napisać pierwszą powieść o tematyce historycznej. Mimo przedwczesnej śmierci, Iulia pozostawiła po sobie bogaty zbiór utworów poetyckich, głównie w języku francuskim, a także sztuki teatralne i opowiadania. Poza kilkoma utworami poetyckimi, opublikowanymi za życia autorki, większość ukazała się pośmiertnie, dzięki staraniom jej ojca. Już w 1889 w wydawnictwie Hachette ukazał się pierwszy z trzech tomów jej utworów wydanych w ramach cyklu Œuvres posthumes.

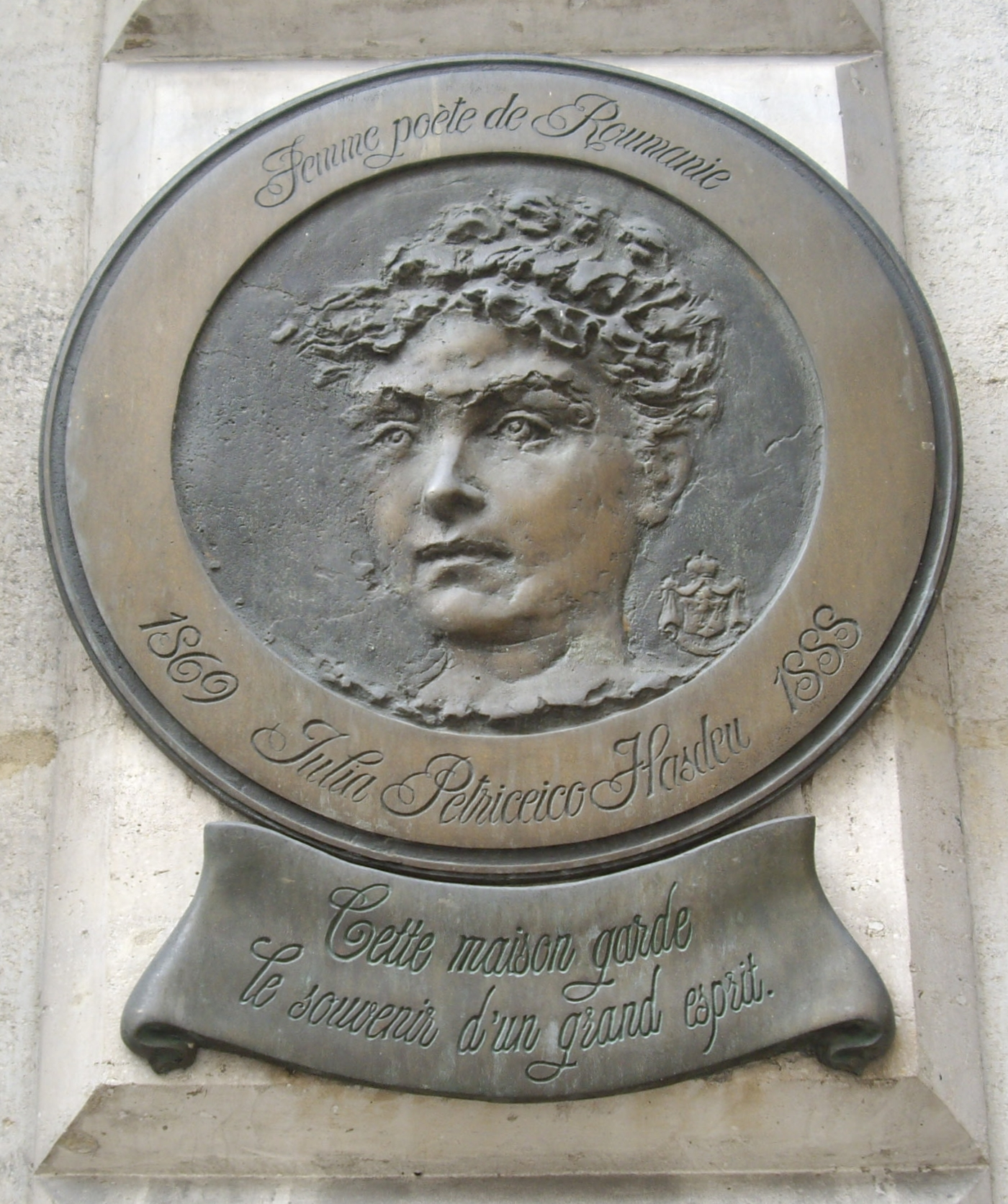
Tablica poświęcona pamięci poetki w Paryżu

## Pamięć
Portrety Iulii Haşdeu malowali Diogène Maillart i Sava Henția. W miejscowości Câmpina powstał zamek, wybudowany przez Bogdana Hasdeu, nazywany imieniem jego zmarłej córki (Castelul Iulia Hasdeu) – obecnie w zamku znajduje się muzeum. Co roku, w dniu 2 lipca odbywają się w tym miejscu imprezy kulturalne poświęcone Iulii Hasdeu i jej ojcu. W Paryżu przy rue Saint-Sulpice, gdzie Iulia mieszkała w czasie studiów znajduje się tablica pamiątkowa.